# Erliansaurus
Genre
Espèce
Erliansaurus bellamanus est un thérizinosauridé asiatique ayant vécu en Mongolie-Intérieure (Chine) au Crétacé supérieur.

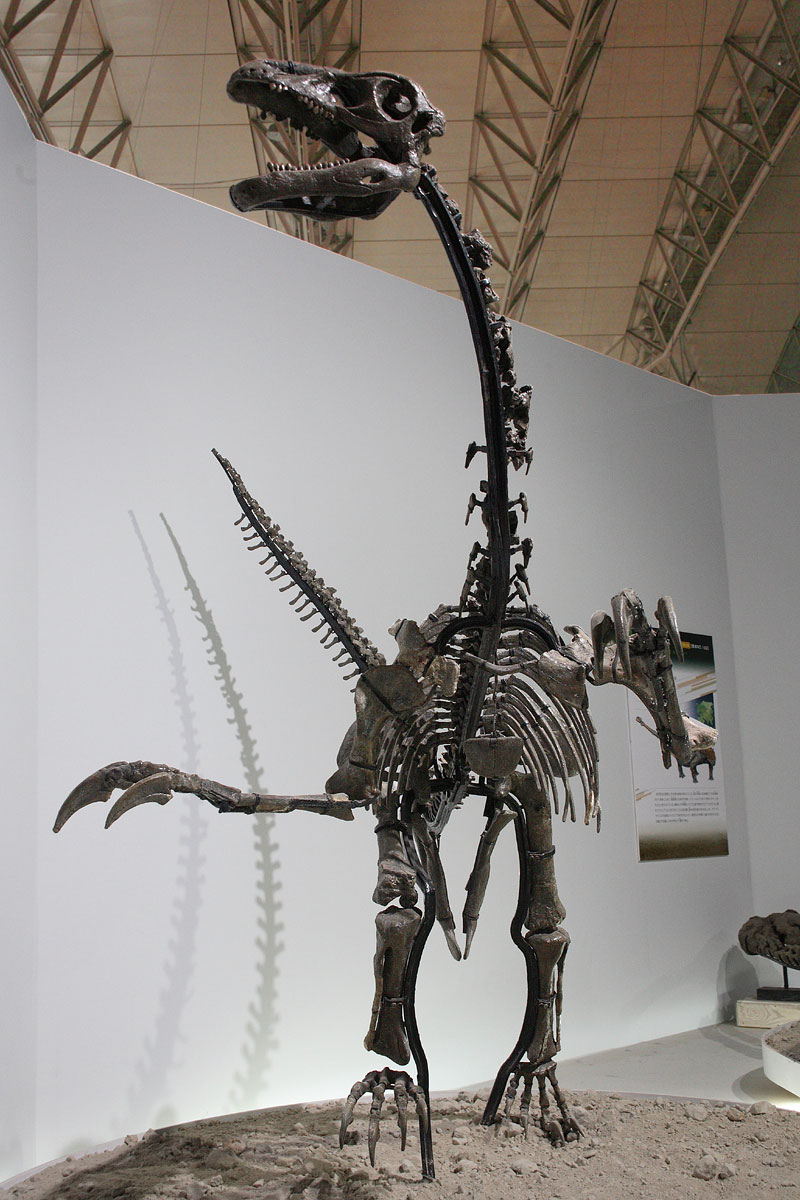
Squelette d'Erliansaurus bellamanus.

## Étymologie
Le nom de genre Erliansaurus signifie « Lézard d'Erlian » et l'épithète spécifique « belle main ».